# كمتولة يوسف أباد (الريف الغربي)
كمتولة يوسف أباد (بالفارسية: کمتوله یوسف‌آباد) هي منطقة سكنية تقع في إيران في قسم الريف الغربي الريفي. يقدر عدد سكانها بـ 181 نسمة بحسب إحصاء 2016.